# Andrew Whitehurst
Andrew Whitehurst (...) è un effettista britannico, vincitore ai Premi Oscar 2016 dell'Oscar ai migliori effetti speciali per il film Ex Machina.

## Filmografia
- Tomb Raider - La culla della vita (Lara Croft Tomb Raider: The Cradle of Life), regia di Jan de Bont (2003)
- Troy, regia di Wolfgang Petersen (2004)
- Infestation - film TV, regia di Edward Evers-Swindell (2005)
- La fabbrica di cioccolato (Charlie and the Chocolate Factory), regia di Tim Burton (2005)
- Harry Potter e il calice di fuoco (Harry Potter and the Goblet of Fire), regia di Mike Newell (2005)
- Slipp Jimmy fri, regia di Christopher Nielsen (2006)
- World Trade Center, regia di Oliver Stone (2006)
- Giovani aquile (Flyboys), regia di Tony Bill (2006)
- Harry Potter e l'Ordine della Fenice (Harry Potter and the Order of the Phoenix), regia di David Yates (2007)
- Hellboy: The Golden Army (Hellboy II: The Golden Army), regia di Guillermo del Toro (2008)
- 10.000 AC (10,000 BC), regia di Roland Emmerich (2008)
- Wolfman  (The Wolfman), regia di Joe Johnston (2010)
- Scott Pilgrim vs. the World, regia di Edgar Wright (2010)
- Skyfall, regia di Sam Mendes (2012)
- Ex Machina, regia di Alex Garland (2015)
- Spectre, regia di Sam Mendes (2015)
- Annientamento (Annihilation), regia di Alex Garland (2018)

## Riconoscimenti
- 2016 - Premio Oscar[1]
  - Migliori effetti speciali per Ex Machina
- 2016 - British Academy Film Awards
  - Candidatura per i migliori effetti speciali per Ex Machina
- 2015 - British Independent Film Awards
  - Miglior contributo tecnico - effetti visivi per Ex Machina
- 2015 - Critics' Choice Awards[2]
  - Candidatura per i migliori effetti visivi per Ex Machina
- 2016 - Saturn Award
  - Candidatura per i migliori effetti speciali per Ex Machina
- 2016 - London Critics Circle Film Awards
  - Candidatura per i migliori effetti visivi per Ex Machina
- 2016 - Satellite Awards[3]
  - Candidatura per i migliori effetti visivi per Spectre
- 2012 - Satellite Award
  - Candidatura per i migliori effetti visivi per Skyfall